# تبردا

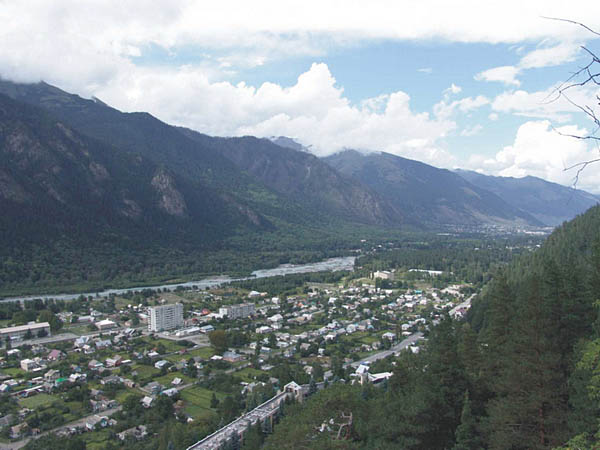
تصویر شهر تبردا Теберда

شهر تبردا (به روسی: Теберда) در کشور روسیه و در جمهوری قره‌چای و چرکس واقع شده‌است.